# 三沙市永兴学校
三沙市永兴学校，加挂琼台师范学院附属永兴学校牌子，是位于中国海南省三沙市西沙群岛永兴岛的一所综合类学校，集教学楼、档案馆、水下考古中心于一体，由海南省教育厅、三沙市人民政府、琼台师范学院厅市校共建，建设总投资3608万元人民币。学校于2014年6月14日开工，2015年12月13日投入使用。该校是中国地理位置最南端的学校，也是三沙市第一所学校，结束了三沙市没有学校的历史。
该校现阶段已开设小学、幼儿园、职业教育培训课程，未来将设立大专、本科的成人教育函授点，为三沙军民提供再学习、再深造的机会。

## 建校历史
三沙建市之初，由于永兴岛上没有学校，当地岛民和驻岛工作人员的孩子都要到岛外就读，成为“留守儿童”。当时，永兴岛大多数岛民的愿望是希望岛上有个学校，让孩子们能在父母身边读书和生活。
2014年2月，永兴学校及相关配套设施项目通过初步设计评审。6月14日，永兴学校正式动工兴建，由海南高速公路股份有限公司捐资500万元人民币援建。
2015年12月13日，永兴学校投入使用，启用当日共招收6名驻岛职工和渔民的子女入学，而该校还开设了成人社交礼仪培训班和足球裁判技能培训班。
2016年4月21日，中国出版集团与三沙市人民政府签署中国最南端的海岛图书馆——三沙市图书馆的合作协议，向三沙市捐赠了首批30万元人民币码洋的图书。三沙图书馆临时图书室设在永兴学校内，可供驻岛军民、永兴学校的师生借阅图书。同年9月1日，三沙市人民政府办公室与海口市教育局在三沙市永兴学校签订合作协议，海口市教育局在未来5年内，每学期向永兴学校派遣3名优秀教师支教。
2018年10月1日，琼台师范学院正式托管共建永兴学校，该校加挂“琼台师范学院附属永兴学校”牌子，由琼台师范学院委派院校的优秀学生前往永兴学校支教。

## 学校环境
永兴学校规划用地面积为7924平方米，总建筑面积为4650平方米。学校集教学楼、档案馆、水下考古中心于一体，配套设施包括图书馆、档案馆、多功能厅等。学校教学楼共4层，1楼是幼儿园游戏室和活动室，2楼是小学教室和功能教室，3楼是培训教室，4楼是为计划招收寄宿学生准备的生活区。学校的幼儿部按照海南省级示范幼儿园建设，小学部目前可满足1至3年级教育需求。
由于永兴岛当地为高温、高湿、高盐的气候环境，因此学校每个教室都有中央空调。学校的小学教室采用了智能交互式平板电脑，以替代传统的黑板，还配备了点读设备，丰富了学生自学的积极性。同时，学校还采用了智能交互式教学系统，联网后可调动优秀师资力量参与到永兴学校的实时互动教学。早期学校没有电、水、网的供应，但这些问题近年已得到改善。
2016年起，海南省教育厅出资为永兴学校购置了42台电脑，其中35台电脑被用来布置成学校的电子阅览室，另外7台电脑供学校教师备课使用。由此，永兴学校正式进入信息化教学时代。
此外，学校还设有三沙市与国家文物局合作建设的“国家水下遗产保护中心三沙考古工作站”，将为南海水下文化遗产保护远洋作业提供必要支撑，对进一步研究、发掘、保护古丝绸之路水下文化遗产，宣示中国南海主权的历史佐证具有重要的现实意义。中国科学院南海海洋研究所西沙海洋科学综合实验站还计划与永兴学校开展合作，共同开展针对青少年的海洋知识科普展。学校也是永兴岛岛民的文化中心，学校的图书馆、电子阅览室在非上课期间会向岛上军民开放，并组织书法展览、读书节、广场舞等多种活动，吸引了岛上军、警、民的积极参与。

## 教学模式与校园生活
考虑到学校小学部内部不同年级学生不多和课程分散的问题，学校小学部采用复式教学模式，比如语文的40分钟，其中15分钟给一年级上课，其他时间供其他年级学生复习；然后再用30%的时间教二年级，之后轮流进行。另外学校还采用远程信息化教学模式。每名小学老师平均承担2-3门课程。学生每天有六门课程，包括语文、数学、英语、美术、体育、音乐、品德等教育部规定的所有课程，还设有学校的海洋特色课程，涵盖海洋保护、水上交通安全、三沙海底生物图谱等，可以让学生培养“热爱祖国、热爱海洋、保护海洋、保护环境”的意识。未来还将开设“乡土课程”，以及国防教育、渔村教育等特色课程。在小学3年级毕业后，若学生家长希望孩子继续在永兴学校读书，学校将引进高年级的教师授课；如果家长希望孩子回到海南岛上学，学校也会联系家长所在地的优质学校接收孩子入读。而幼儿园部则针对处在2-6岁不同的年龄特点，实行混龄班教学。
学校还设有成人职业培训班，包括文体、酒店管理、技能技术以及各种理论培训。其中文体类有书法、球类等，酒店管理类主要是针对岛上服务员，技能技术类包括计算机、海水养殖、深海捕捞、潜水等技术培训，建校一年多来共培训763人次。未来，学校将设立大专、本科的成人教育函授点，为三沙军民提供再学习、再深造的机会。
该校所开设的课程均为免费开放，永兴学校还免费向学生提供课本、书包、校服。
学校教学楼外还设置了拥有大型游戏器材的室外活动区。学生大多会选择早上或傍晚进行户外活动，如果遇到高温，会通过洒水车在校园周围洒水降温。饮食方面，由于岛上没有淡水，所以学校的生活用水要用海水淡化，饮用水则为矿泉水。另外，学校还会为每位学生每天发放一瓶牛奶和一个鸡蛋。

## 校内人员
截至2017年6月，学校共有8名教师、32名学生，其中小学老师5名、幼儿园老师2名、生活老师1名、小学生8名（分属一年级、二年级和五年级）和幼儿园学生24名。现任学校校长为李赞宗，副校长为林春光。学校教师主要从琼台师范学院、琼台师范学院附属幼儿园和海口市教育局选派，基本为支教老师，一个学期固定轮换一次。

## 对外合作
学校目前已经与8所高校进行远程课程合作，同时，还邀请海南大学、琼台师范学院等高校老师前来授课。北京大学教授、儿童文学作家曹文轩也曾给学校学生们讲课、讲故事。

## 荣誉
- 国家海洋局宣传教育中心“全国海洋意识教育基地”称号[19]